# بییار د رنا
بییار د رنا (به اسپانیایی: Villar de Rena) یک شهرستان در اسپانیا است که در استان باداخس واقع شده‌است.